# Giải bóng đá vô địch quốc gia Lào 2015
Giải bóng đá vô địch quốc gia Lào 2015 là giải bóng đá chuyên nghiệp hàng đầu của bóng đá Lào, diễn ra từ ngày 28 tháng 2 năm 2015.

## Các đội bóng tham dự
- Champasak United F.C.
- Ezra F.C.
- Hoàng Anh Attapeu F.C.
- Lanexang United FC
- Lao Police Club
- Young Elephant
- SHB Vientiane F.C.
- Lao Toyota F.C.
- EDL FC
- Eastern Star FC
- Savannakhet F.C.

## Thể thức thi đấu
Các đội bóng thi đấu vòng tròn 2 lượt đi và về trên sân nhà - sân khách. Điểm số được tính cho mỗi trận thắng là 3 điểm, hòa 1 điểm và thua không có điểm. Bảng xếp hạng căn cứ theo các chỉ số lần lượt là: điểm số, hiệu số bàn thắng, tổng số bàn thắng và cuối cùng là thành tích đối đầu trực tiếp. Sau khi kết thúc mùa giải, đội xếp đầu bảng xếp hạng sẽ được nhận cúp vô địch, tiền thưởng và vé tham dự giải bóng đá châu lục dành cho các câu lạc bộ AFC cúp.

## Sân vận động
| Câu lạc bộ        | Địa điểm    | Sân vận động                                           | Sức chứa | Huấn luyện viên         |
| ----------------- | ----------- | ------------------------------------------------------ | -------- | ----------------------- |
| Champasak United  | Pakse       | Sân vận động Champasak                                 | 12.000   | Virasith Sounakeovongsa |
| Ezra              | Viêng Chăn  | Sân vận động Quốc gia Lào mới                          | 25.000   | Na Byung Soo            |
| SHB Vientiane     | Viêng Chăn  | Sân vận động Quốc gia Lào                              | 15.000   |                         |
| Hoàng Anh Attapeu | Attapeu     | Sân vận động Attapeu                                   | 12.000   | Huỳnh Văn Ảnh           |
| Lao Toyota FC     | Viêng Chăn  | Sân vận động Trung tâm của Trường Đại học Quốc gia Lào | 5.000    | Dave Booth              |
| Lanexang United   | Viêng Chăn  | Sân vận động Lanexang                                  | 2.500    | Eduardo Almeida         |
| Lao Police Club   | Viêng Chăn  | Sân vận động Quốc gia Lào mới                          | 25.000   |                         |
| Savan             | Savannakhet | Sân vận động Savannakhet                               | 15.000   |                         |
| Young Elephant    | Viêng Chăn  | Sân vận động Quốc gia Lào mới                          | 25.000   |                         |
| EDL FC            | Viêng Chăn  | Sân vận động Lanexang                                  | 2.500    |                         |
| Eastern Star FC   | Viêng Chăn  | Sân vận động Quốc gia Lào mới                          | 25.000   |                         |

## Bảng xếp hạng
| XH | Đội               | Tr | T | H | T  | BT | BB | HS  | Đ  | Lên hay xuống hạng     |
| -- | ----------------- | -- | - | - | -- | -- | -- | --- | -- | ---------------------- |
| 1  | Lanexang United   | 13 | 9 | 3 | 1  | 45 | 11 | +34 | 30 | Vòng bảng AFC Cúp 2016 |
| 2  | SHB Vientiane     | 12 | 8 | 3 | 1  | 30 | 13 | +17 | 27 |                        |
| 3  | Hoang Anh Attapeu | 13 | 7 | 4 | 2  | 36 | 23 | +13 | 25 |                        |
| 4  | Lao Toyota        | 12 | 7 | 3 | 2  | 29 | 13 | +16 | 24 |                        |
| 5  | Eastern Star      | 13 | 5 | 3 | 5  | 22 | 23 | −1  | 18 |                        |
| 6  | Lao Police Club   | 13 | 4 | 5 | 4  | 24 | 21 | +3  | 17 |                        |
| 7  | EDL               | 13 | 3 | 6 | 4  | 15 | 28 | −13 | 15 |                        |
| 8  | Young Elephant    | 13 | 3 | 4 | 6  | 14 | 20 | −6  | 13 |                        |
| 9  | Champasak United  | 13 | 4 | 0 | 9  | 12 | 22 | −10 | 12 |                        |
| 10 | Savan             | 12 | 3 | 0 | 9  | 20 | 36 | −16 | 9  |                        |
| 11 | Ezra              | 13 | 1 | 1 | 11 | 12 | 49 | −37 | 4  |                        |

Cập nhật đến ngày 13 tháng 8 năm 2015
Nguồn: Lao League table
Quy tắc xếp hạng: 1. Điểm; 2. Hiệu số bàn thắng; 3. Số bàn thắng.
(VĐ) = Vô địch; (XH) = Xuống hạng; (LH) = Lên hạng; (O) = Thắng trận Play-off; (A) = Lọt vào vòng sau. 
Chỉ được áp dụng khi mùa giải chưa kết thúc: 
(Q) = Lọt vào vòng đấu cụ thể của giải đấu đã nêu; (TQ) = Giành vé dự giải đấu, nhưng chưa tới vòng đấu đã nêu.

## Vua phá lưới
| Rank | Player        | Club              | Total |
| ---- | ------------- | ----------------- | ----- |
| 1    | Kazuo Homma   | Lao Toyota        | 17    |
| 2    | Xuân Nam      | SHB Vientiane     | 14    |
| 3    | Sopha Saysana | Hoang Anh Attapeu | 11    |